# Бања (Чешиново-Облешево)
Бања (мкд. Бања) је насеље у Северној Македонији, у источном делу државе. Бања је у саставу општине Чешиново-Облешево.

## Географија
Бања је смештена у источном делу Северне Македоније. Од најближег града, Кочана, насеље је удаљено 8 km западно.
Насеље Бања се налази у историјској области Кочанско поље. Подручје јужно од насеља је долинско и добро обрађено. Северно од насеља издижу се први огранци југозападног дела Осоговских планина. Надморска висина насеља је приближно 350 метара. 
Месна клима је умерено континентална.

## Становништво
Бања је према последњем попису из 2002. године имала 402 становника.
Претежно становништво у насељу су етнички Македонци (98%), а остало су Срби. Све до почетка 20. века насеље је било насељено искључиво Турцима.
Већинска вероисповест месног становништва је православље.